# Bondon (ser)
Bondon – rodzaj francuskiego sera podpuszczkowego, typu imperial; o delikatnym smaku i pastowatej konsystencji. Wytwarzany jest z mleka krowiego i śmietany.